# Wladimir Georgijewitsch Kastrioto-Skanderbek
Wladimir Georgijewitsch Fürst Kastrioto-Skanderbek (russisch Владимир Георгиевич Кастриото-Скандербек; * 1820 in Sankt Petersburg; † 13. Februarjul. / 25. Februar 1879greg. ebenda) war ein russischer Komponist.
Kastrioto-Skanderbek war mit Alexander Sergejewitsch Dargomyschski befreundet und veröffentlichte nach dessen Tod biografische Materialien über ihn. Er komponierte kammermusikalische Werke, darunter drei Streichquartette, und bearbeitete Ouvertüren und die Klaviersonate op. 106 von Ludwig van Beethoven für Streichquintett. Weiterhin komponierte er Lieder, die unter dem Einfluss Dargomyschskis stehen.